# بوو وليامز
بوو وليامز (بالإنجليزية: Boo Williams)‏ هو لاعب كرة قدم أمريكية أمريكي، ولد في 22 يونيو 1979 في تالاهاسي في الولايات المتحدة.

## وصلات خارجية
- بوو وليامز على موقع مرجع كرة القدم المحترفة.كوم (الإنجليزية)
- بوو وليامز على موقع IMDb (الإنجليزية)